# بیلی ترملینگ
بیلی ترملینگ (انگلیسی: Billy Tremelling; ۹ مهٔ ۱۹۰۵ – ۵ نوامبر ۱۹۶۱) بازیکن فوتبال اهل بریتانیا بود.
از باشگاه‌هایی که در آن بازی کرده است می‌توان به باشگاه فوتبال منزفیلد تاون، باشگاه فوتبال پرستون نورث اند، و باشگاه فوتبال بلکپول اشاره کرد.